# Heinkel He 113
Heinkel He 113 Super Verfolgungsjäger (dosłownie – supermyśliwiec pościgowy) – nigdy nieistniejący niemiecki samolot myśliwski z okresu II wojny światowej, który został wymyślony w celach propagandowych lub dezinformacyjnych.

## Historia
Dowództwo Royal Air Force już w latach 30. XX wieku z zainteresowaniem przyglądało się rozbudowie nazistowskiej Luftwaffe i budowanym dla niej samolotom. Szczególne zainteresowanie wzbudził wprowadzony do służby w 1936 roku Bf 109, niemniej z punktu widzenia RAF-u nie był on konstrukcją o przeważających osiągach i był znacznie słabiej uzbrojony od wchodzących wówczas do służby samolotów Spitfire i Hurricane. Do Wielkiej Brytanii dochodziły za to niepokojące pogłoski o tajnym projekcie Heinkla znanym tylko jako „Projekt 1035” mającym być rzekomo bardzo szybkim samolotem o znakomitych osiągach.
W 1938 roku asystent Air Attaché ambasady amerykańskiej w Berlinie, major Arthur W. Vanaman, został zaproszony na wizytę w fabryce Heinkla, gdzie przypadkowo, jak napisał w późniejszym raporcie, zauważył nowy, bardzo szybki samolot. Vanaman wiedział, że nie był to żaden z istniejących wówczas myśliwców niemieckich (Bf 109 i He 112), ale widział go tak krótko, że nie był go w stanie dokładnie opisać. To „przypadkowe” spotkanie z tajemniczym myśliwcem zostało starannie zaaranżowane przez stronę niemiecką. Raport o nowym samolocie zaalarmował wywiad francuski i angielski, które rozpoczęły intensywne działania mające na celu zdobycie więcej informacji na jego temat.
W kwietniu 1939 roku Międzynarodowa Federacja Lotnicza ogłosiła, że specjalnie zmodyfikowana wersja myśliwca He 112 U złamała rekord świata, lecąc w maksymalną prędkością 746,606 km/h. Upubliczniono krótki, niewyraźny film lecącego samolotu oraz kilka, starannie wybranych jego zdjęć (na których samolot był zasłonięty przez stojąc wokół niego osoby), które jednak sugerowały, że nie był to He 112, ale jakiś nowy, nieznany wcześniej samolot.
W 1940 roku, już po kampanii norweskiej, niemieckie czasopismo lotnicze „Der Adler” opublikowało szereg zdjęć przedstawiających nowy samolot, który został zidentyfikowany jako He 113 „Super Verfolgungsjäger”. Porównanie zdjęć nowego samolotu ze zdjęciami zagadkowego samolotu, który pobił w 1939 roku rekord świata w maksymalnej prędkości pokazywało, że była to ta sama konstrukcja. W magazynie zaprezentowano szereg zdjęć nowego samolotu, na których było widoczne silne jak na ówczesne czasy uzbrojenie – działko w piaście śmigła i po jednym ciężkim karabinie maszynowym w każdym skrzydle. W następnych numerach „Adlera” pokazano więcej zdjęć nowego samolotu w barwach różnych jednostek czy w wersji nocnego myśliwca.
Sztab RAF-u zareagował bardzo nerwowo na informacje o nowym niemieckim samolocie. Oceniano, że był on szybszy od Spitfire'a, a także lepiej uzbrojony (w niektórych raportach wspominano o trzech działkach 20 mm). Pilotom zalecano ostrożność w starciach z nowym myśliwcem, a nawet unikania z nim walki.
Pierwsze doniesienia o wprowadzeniu do służby nowego myśliwca pojawiły się 29 maja 1941 roku, kiedy to grupa Hurricane'ów została nagle zaatakowana przez bardzo szybkie samoloty, które po nagłym ataku szybko zniknęły. Ponowne doniesienia pojawiły się w czasie bitwy o Anglię. Piloci składali raporty o niewielkich grupkach samolotów niemieckich, które „czaiły się” na dużym pułapie, aby niespodziewanie atakować angielskie myśliwce i szybko wycofywać się z pola boju. Niektórzy piloci zgłaszali nawet zestrzelenie tego samolotu, nigdy jednak nie udało się odnaleźć żadnych jego szczątków, które pozwalały by go zidentyfikować.
Przesłuchanie zestrzelonych niemieckich pilotów nie dały żadnych rezultatów, bo prawie żaden nie powiedział ani słowa o nowym „supermyśliwcu”. Tylko jeden pilot wspomniał, że jest to bardzo trudna w pilotażu maszyna i wolał od niej swojego sprawdzonego Bf 109.
Jeszcze w trakcie bitwy o Anglię powoli ustawały raporty o dostrzeżeniu nowego samolotu, aż około 1942 roku całkowicie się skończyły. Dowództwo RAF-u doszło do wniosku, że z powodu nieznanych trudności konstrukcyjnych, samolot nigdy nie wszedł po produkcji seryjnej i ostatecznie został wycofany z użytku.
Po kapitulacji III Rzeszy i zdobyciu archiwów Heinkla, odkryli oni, że w rzeczywistości He 113 nigdy nie istniał.
Samolot, który pobił rekord świata w prędkości maksymalnej, był nazwany He 100, ale nie wszedł on do produkcji seryjnej. W późniejszym okresie postanowiono użyć go do dezinformacji Anglików i Francuzów. Jeden, różnie pomalowany samolot, był wielokrotnie fotografowany i prezentowany jako nowy myśliwiec. Jego rzekome pojawienie się w czasie bitwy o Anglię było zapewne spowodowane raportami RAF-u, które sugerowały angielskim pilotom, że mogą oni oczekiwać wejścia do walki nowego typu samolotu. W ferworze walki dochodziło zapewne najczęściej do pomyłki i piloci za He 113 brali „normalne” Bf 109. Jeszcze w lutym 1941 roku dowództwo RAF-u zignorowało raport z ambasady Wielkiej Brytanii w Belgradzie mówiący o tym, że według tajnych źródeł He 113 nigdy nie istniał i został stworzony tylko do celów dezinformacyjnych.